# Línguas românicas ocidentais
As línguas românicas ocidentais pertencem às línguas ítalo-ocidentais e abrangem línguas como o português, o espanhol, o francês e o catalão . Como todas as línguas românicas, estas derivam do Latim.